# Beat-Club
Beat-Club var ett tyskt TV-program som visades på ARD 1965-1972. Programmet spelades in i Bremen. 
På Beat-Club uppträdde stora artister som The Who, The Animals, Jimi Hendrix, The Beach Boys, Black Sabbath, Bee Gees och många fler, liksom inhemska band som krautrockgruppen Amon Düül med Chris Karrer. 
1972 bytte Beat-Club namn till Musikladen. Musikladen höll på till 1984.